# Antonio Pacheco
Antonio Pacheco D’Agosti (ur. 11 kwietnia 1976 w Montevideo) – urugwajski piłkarz występujący na pozycji napastnika. Zawodnik klubu Peñarol.

## Kariera klubowa
Pacheco zawodową karierę rozpoczynał w 1995 roku w zespole Peñarol. Jego barwy reprezentował przez 6 sezonów. W tym czasie zdobył z nim 4 mistrzostwa Urugwaju (1995, 1996, 1997, 1999) oraz 2 wicemistrzostwa Urugwaju (1998, 2000).
W styczniu 2001 roku podpisał kontrakt z włoskim Interem Mediolan. Swoje jedyne spotkanie w jego barwach w Serie A rozegrał 21 stycznia 2001 roku przeciwko S.S. Lazio (0:2). Na początku 2002 roku został wypożyczony do hiszpańskiego Espanyolu. W Primera División zadebiutował 6 lutego 2002 roku w zremisowanym 2:2 pojedynku z Rayo Vallecano, w którym strzelił także gola. W Espanyolu spędził pół roku.
W 2003 roku Pacheco wypożyczono do Peñarolu. W tym samym roku przeszedł też na wypożyczenie do hiszpańskiego Albacete Balompié (Primera División). Pierwszy ligowy mecz zaliczył tam 30 sierpnia 2003 roku przeciwko Osasunie (0:2). W 2005 roku spadł z zespołem do Segunda División. W tym samym roku podpisał kontrakt z Albacete. Na początku 2006 roku został stamtąd wypożyczony do Deportivo Alavés z Primera División. Przez pół roku w jego barwach nie zagrał jednak ani razu. W połowie 2006 roku wrócił do Albacete.
W styczniu 2007 roku Pacheco podpisał kontrakt z argentyńską Gimnasią La Plata. W Primera División Argentina zadebiutował 9 lutego 2007 roku w przegranym 0:2 pojedynku z Arsenalem Sarandí. W połowie 2007 roku ponownie został graczem Peñarolu. W 2008 roku wywalczył z nim wicemistrzostwo Urugwaju, a w 2010 roku mistrzostwo Urugwaju. W tym samym roku został królem strzelców fazy Clausura Primera División Uruguaya.

## Kariera reprezentacyjna
W reprezentacji Urugwaju Pacheco zadebiutował 12 października 1997 roku w zremisowanym 0:0 meczu eliminacji Mistrzostw Świata 1998 z Argentyną. W tym samym roku został powołany do kadry na Puchar Konfederacji. Zagrał na nim w pojedynkach ze Zjednoczonymi Emiratami Arabskimi (2:0) i RPA (4:3). W spotkaniu ze Zjednoczonymi Emiratami Arabskimi strzelił także gola, który był jednocześnie jego pierwszym w drużynie narodowej. Tamten turniej Urugwaj zakończył na 4. miejscu.
W 1999 roku Pacheco znalazł się w zespole na Copa América. Na tym turnieju, zakończonym przez Urugwaj na 2. miejscu, wystąpił w meczach z Ekwadorem (2:1), Argentyną (0:2) i Brazylią (0:3).
W latach 1997–2004 w drużynie narodowej Callejas rozegrał w sumie 12 spotkań i zdobył 3 bramki.